# Ульман, Эдвард
Эдвард Луис Ульман (англ. Edward Louis Ullman; 24 июля 1912, Чикаго — апрель 1976, Сиэтл) — американский географ, один из основателей современной географии транспорта.

## Научная карьера
Эдвард Ульман родился в 1912 году в Чикаго в семье немецкого происхождения. Учился в Чикагском университете, где защитил диссертацию (1942). Вскоре после этого был привлечён к работе на военное ведомство (т. н. управление специальных исследований). Сотрудничал с военными и после ухода из этой организации (выполнял заказы Управления военно-морских исследований Пентагона).
В 1946—1951 годах был профессором регионального планирования в Гарварде. С 1951 и до конца жизни — профессор в Вашингтонском университете (Сиэтл), одновременно занимая ряд административных постов как в самом университете, так и за его пределами:
- в конце 1950-х работал в экспедиции на Сардинии;
- в 1959—1961 годах — директор Центра исследований бассейна Меримек (Сент-Луис);
- в 1962—1965 годах — заместитель декана Вашингтонского университета по последипломному образованию
- в 1965—1967 годах — президент Вашингтонского центра городских исследований;
- в 1968—1969 годах — директор Центра городских и региональных исследований Вашингтонского университета
- в 1969—1971 годах — президент Западной ассоциации региональной науки;
- в 1974 году назначен Ричардом Никсоном членом совета директоров железнодорожной компании Amtrak, которым оставался до смерти.

В качестве приглашённого профессора преподавал в ряде американских и зарубежных университетов, посещал МГУ.
В честь Ульмана названа библиотека географического факультета Вашингтонского университета.

## Вклад в науку
- Первые работы, опубликованные в 1930-х, были посвящены изучению социально-экономического развития отдельных территорий (Род-Айленда, штата Вашингтон и др.). В 1940-х начал изучать географию транспорта (в частности, выполнены работы по изучению американских железных дорог, тихоокеанской морской торговли). Рассматривал влияние транспорта на размещение производства, торговлю, экономическое и социальное развитие городов.
- Совместно с Чонси Харрисом (1945) разработал модель территориальной структуры американского города как делового и сервисного центра, которая полностью подтвердилась в 1960-70-е годы.
- С 1950-х перешел к комплексным исследованиям проблем развития городов и городских агломераций (в том числе полицентричных), оценкам качества городской среды, построению моделей каркасно-сетевых городских структур. В 1941 г. первым среди американских географов начал использовать теорию центральных мест Вальтера Кристаллера. В дальнейшем в исследованиях широко применял математические методы (потоки, теория графов, зоны тяготения, «гравитационный» потенциал взаимодействия и др.).
- Работы Эдварда Ульмана оказали большое влияние на становление современной географии транспорта, его подход к географическому исследованию был во многом использован школой пространственного анализа, в частности Уолтером Айзардом, Питером Хаггетом и их многочисленными последователями.

## Основные работы
Автор и соавтор в общей сложности 70 научных работ (монографий, отдельных глав, статей, карт и др.)
Монографии
- Mobile: Industrial Seaport and Trade Center. University of Chicago, 1943, vii-167 pp.
- American Commodity Flow: A Geographical Interpretation of Rail and Water Traffic Based on Principles of Spatial Interchange. Seattle: University of Washington Press, 1957, xxii- 215 pp.
- The Economic Base of American Cities (with Michael Dacey and Harold Brodsky). Seattle: University of Washington Press, 1969, vii — 112 pp.

Статьи
- Ульман Э. Теория размещения городов // География городов. — М.: Прогресс, 1965. — С. 176-186 (англ. A Theory of Location for Cities // American Journal of Sociology XLVI, May 1941, рр. 853-64)
- Гаррис Ч., Ульман Э. Сущность городов // География городов. — М.: Прогресс, 1965. — С. 255-268 (англ. Harris C. D., Ullman E. L. The Nature of Cities // Annals of the American Academy of Political and Social Sciences. 1945. Vol. 242. pp. 7-17)
- Ульман Э. География транспорта // Американская география: Современное состояние и перспективы. – М.: Издательство иностранной литературы, 1957, с. 301-321 (англ. Transportation Geography // American Geography: Inventory and Prospect. Syracuse University Press and Association of American Geographers, 1954 , pp. 310–332)
- «The Railroad Pattern of the United States.» Geographical Review XXXIX (April 1949): 242-56.
- «The Basic-Service Ratio and the Areal Support of Cities.» Proceedings, Western Committee on Regional Economic Analysis, Social Science Research Council, Berkeley, 1953, pp. 110–23
- «Urban Geography» (with Harold Mayer). American Geography: Inventory and Prospect. Syracuse University Press and Association of American Geographers, 1954 pp. 142–66.
- «Regional Structure and Arrangement.» ONR Report No. 10 (Research Project in Transportation Geography and Regional Inter-Relations), University of Washington, December 1954, 24 pp.
- «A New Force in Regional Growth.» Proceedings, Western Area Development Con-ference (Stanford Research Institute), San Francisco, No. 17, l95~ ~-7l.
- «American Commodity Flow: The Cases of Iowa, Connecticut and Washington.» Die Erde. Gesellschaft fьr Erdkunde zu Berlin (Special Issue on the United States, publication of the Berlin Geographical Society), Heft 2, 1955, pp. 129–64 (in German). Also ONR Report No. 12, 18 pp.
- «The Role of Transportation and the Bases for Interaction.» Man’s Role in Changing the Face of the Earth, published for the Wenner-Gren Foundation for Anthropological Research and the National Science Foundation University of Chicago Press, 1956, pp. 862–80.
- «Regional Development and the Geography of Concentration.» Papers and Proceedings, Regional Science Association 4 (1958): 179-98.
- «The Minimum Requirements Approach to the Urban Economic Base» (with Michael F. Dacey). Papers and Proceedings, Regional Science Association 6 (1960): 175-94. Paper presented to American Statistical Association and Regional Science Association, December 27, 1959
- «The Nature of Cities Reconsidered.» Papers and Proceedings, Regional Science Association 9 (1962): 7-23.
- The Economic Base of the 101 Largest Cities of the United States (with Harold Brodsky and Michael Dacey). Washington Center for Metropolitan Studies, Washington, D.C., 1968.
- «The Pacific Northwest Community: Austerity, Amenity, and Higher Education.» University of Washington Business Review XXX (Spring 1971): 14-24.
- «The City and Environmental Quality, Especially Air Pollution Sources and Costs.» Der Mensch und die Biosphдre, Verlag Dokumentation Pullach bei Mьnchen, 1974, pp. l0-27. (Proceedings, UNESCO Conference (No. 20) on Man and the Biosphere, Bonn, Germany, June 15, 1971).
- «Inter-City Ground Passenger Transportation.» Papers and Summaries Presented at the Symposium on Transportation Issues, The Mitre Corporation, McLean, Virginia, October 1, 1975, pp. 146–53